# The Streets
The Streets – brytyjski projekt muzyczny założony przez Mike’a Skinnera. Tworzona przez niego muzyka porusza się na granicy hip-hopu i elektroniki. Skinner znany jest m.in. z tego, że rapuje w tradycyjnym dialekcie regionu Birmingham, Brummy.

## Dyskografia

### Albumy studyjne
- Original Pirate Material (2002)
- A Grand Don’t Come for Free (2004)
- The Hardest Way to Make an Easy Living (2006)
- Everything Is Borrowed (2008)
- Computers and Blues (2011)

### Single
- Has It Come To This? (2001)
- Let’s Push Things Forward (2002)
- Weak Becomes Heroes (2002)
- Don’t Mug Yourself (2002)
- The Irony Of It All (2002)
- Soaked By The Ale (2004)
- Fit But You Know It (2004)
- Dry Your Eyes (2004)
- Blinded By The Lights (2004)
- Could Well Be In (2004)
- Get Ot Of My House (Remix) (2005)
- When You Wasn’t Famous (2006)
- Never Went To Church (2006)
- Prangin’ Out (2006)
- The Escapist (2008)
- Everything is Borrowed (2008)
- Trust Me (2010)
- Going Through Hell (2010)
- OMG (2011)